# Stanisławów (powiat opolski)
Stanisławów – wieś w Polsce położona w województwie lubelskim, w powiecie opolskim, w gminie Opole Lubelskie.
W latach 1975–1998 miejscowość należała administracyjnie do województwa lubelskiego.
Wieś stanowi sołectwo w gminie Opole Lubelskie. Według Narodowego Spisu Powszechnego z roku 2011 wieś liczyła 137 mieszkańców.

## Historia
Stanisławów  w wieku XIX stanowił wieś i folwark w powiecie nowoaloksandryjskim, gminie Godów, parafii Kluczkowice, odległy 35 wiorst od Puław. Folwark ten został oddzielony od dóbr Skoków posiadał rozległość mórg 437. Zabudowanie folwarczne drewniane w liczbie 5, w okolicy pokłady kamienia wapiennego.